# مركز الحماد
مركز الحماد هو أحد مراكز محافظة القريات في منطقة الجوف في المملكة العربية السعودية.

## التعداد السكاني
وفقاً للتعداد السكاني لسنة 1431 للهجرة فقد بلغ عدد سكان المركز قرابة 618 نسمة منهم 526 سعوديا و92 غير سعودي.

## الخدمات

### الخدمات الصحية
ليس بالمركز أي مستشفى حيث يبعد أقرب مستشفى قرابة 80 كم ويقع في مدينة القريات، ولكن بها مركز واحد للرعاية الصحية ومركز واحد للإسعاف.

### الخدمات التعليمية
بالمركز أربع مدارس واحدة للإناث وواحدة لمحو الأمية ومدرستان للذكور.